# Glærem
Glærem este o localitate din comuna Surnadal, provincia Møre og Romsdal, Norvegia, cu o suprafață de 0,59 km² și o populație de 261 locuitori (2013).